# Aciculopsora salmonea
Aciculopsora salmonea är en lavart som beskrevs av Aptroot & Trest. Aciculopsora salmonea ingår i släktet Aciculopsora och familjen Ramalinaceae.   Inga underarter finns listade i Catalogue of Life.